# Ormož
Ormož är en ort belägen på Slovenske gorice i nordöstra Slovenien, som gränsar till Kroatien. År 2019 hade orten 2 011 invånare.